# Bill Kim
Bill Kim A szökés című amerikai televíziós sorozat egyik kitalált szereplője, akit Reggie Lee alakít. A karaktert Caroline Reynolds egyik embereként ismerjük meg, aki a Cég egyik magas tisztségben lévő ügynöke. Az ő feladata, hogy mindent és mindenkit tüntessen el, aki veszélyt jelent a Cégre, mint például a Fox Riveri Nyolcak, Aldo Burrows és segítői.
Kim az elnöknőnek továbbítja Paul Kellerman jelentéseit, ami nem tetszik Paulnak. Kim hamarosan Kellerman főnöke lesz, ami még inkább taszítja Pault, mivel az elmúlt 15 évben mindig személyesen beszélt a nővel. Ezt Kim azzal magyarázza, hogy az elnöknő rendkívül elfoglalt.

## Háttér
Nem tudunk sokat róla. Az Édes Caroline epizódban elmondta Michael Scofieldnek, hogy megjárta a Mount Fort Katonai Akadémiát is. Ezután állt a Cég szolgálataiba. Kim egyetlen családtagját sem ismerjük meg, ami eltérő a többi főszereplőtől.

## Szerepek
Kimmel a második évad ötödik epizódjában, A kincses térképben ismerkedünk meg először, mint Kellerman felettesével. Innentől kezdve a második évad folyamán főszereplő lesz.

### 2. évad
Kim először az ötödik epizódban tűnik fel, mint Kellerman felettese. Nem tetszik neki, hogy Kellerman addig nem akarja eltenni Sara Tancredit láb alól, míg nem vezeti el őket Michaelhoz és Burrows-hoz. Közli Kellermannal, hogy ezentúl neki tesz jelentést és nem az elnökasszonynak.
Az évad első 13 epizódjában elrendeli mindazoknak a megölését, akik bármilyen fenyegetést is jelentenek a Cégre, beleértve Sara apját, Frank Tancredit is, miután a kormányzó nyomozni kezd Kellerman után. Az apja halála után utasítja Kellermant, hogy ölje meg Sarát is. Paul el is kapja a nőt, majd megkínozza, hogy megtudja, mit talált az apja. Sarának azonban sikerül megszöknie Kellerman fogságából, és megsebesíti a férfit. Mikor Kim rájön, hogy Paul nem teljesítette a parancsot, eltüntet minden dolgot, ami valaha is az elnök asszonyhoz kötötte az ügynököt, mintha nem is létezett volna.
A tizenharmadik, A csapda című epizódban Kellerman felhívja Kimet, hogyan is lehetne kiiktatni a testvéreket. Kim elfogadja Paul tervét, ezután azonban utasítja Alexander Mahone-t, hogy ölje meg a korábbi ügynököt. Ám a terv visszafelé sül el, és csak a következő, Név nélkül részben tudja meg Kim, hogy Kellerman átverte őket és nem is sikerül már megvédenie Terrence Steadmant, mielőtt Kellermanék odaérnének. Eközben Alex Mahone-t is zsarolja, hogy vadássza le a szökött fegyenceket, különben világra hozzák a titkait.
Kimnek nem sikerült megölnie Michaelt és Lincolnt. Miután a testvérek Panamába szöknek az Üzenet Panamából epizódban, az ügynök a Tábornok segítségével stratégiát vált. Meg kell ölnie Lincolnt, de úgy kell tűnnie, mintha Michael tette volna, hogy a rendőrők elkaphassák. Így Kim az évad utolsó, Önvédelem című epizódjában Panamába utazik, hogy végrehajtsa a Cég parancsát. Amikor megtalálja a testvéreket, Westmoreland pénzét belelöki a vízbe. Azonban mikor épp lelőné Lincolnt, hirtelen Sara lövi le az ügynököt, aki holtan esik a folyóba.